# Clepsis staintoni
Clepsis staintoni es una especie de polilla del género Clepsis, categorizada en la tribu Archipini, de la subfamilia Tortricinae.

## Distribución
Se distribuye por Europa.

## Taxonomía
Fue descrita por Obraztsov en, 1955 y publicada en (Clepsis), Tijdschr. Ent. 98: 219.